# Mark (comune)
Mark è un comune svedese di 33 745 abitanti, situato nella contea di Västra Götaland. Il suo capoluogo è la città di Kinna.

## Località
Nel territorio comunale sono comprese le seguenti aree urbane (tätort):
- Berghem
- Björketorp
- Fritsla
- Horred
- Hyssna
- Kinna (capoluogo)
- Öxabäck
- Rydal
- Sätila
- Torestorp

## Amministrazione

### Gemellaggi
- Szamotuły
- Apolda
- Ontinyent